# Los hiperbóreos
Los hiperbóreos (span. für „Die Hyperboreaner“) ist ein Filmdrama und Stop-Motion-Animationsfilm von Cristóbal León und Joaquín Cociña, der Puppenspiel und Realaufnahmen vermischt. Der Film feierte im Mai 2024 bei den Internationalen Filmfestspielen in Cannes seine Premiere.

## Produktion
Regie führten Cristóbal León und Joaquín Cociña. Wie bei La casa lobo, ihrem ersten gemeinsamen abendfüllenden Film, ist auch Los hiperbóreos als Film und als spätere Ausstellung konzipiert, in der neben Zeichnungen auch Bühnenbilder und Puppen aus dem Film zu sehen sind und Besucher mit den Künstlern in Kontakt treten können. Los hiperbóreos vermischt Marionetten, Stop-Motion und Realaufnahmen.
León und Cociña lassen in ihrem Film unter anderem Jaime Guzmán auftreten. Der chilenische Hochschullehrer, Senator und Politiker trat bereits zuvor in ihrem Kurzfilm Los huesos als Protagonist und eine Art Danza macabra in Erscheinung.  In Los hiperbóreos ist er ein Wesen aus der Unterwelt. Andere Figuren sind der chilenische Diplomat, Propagandist und Begründer des „esoterischen Hitlerismus“ Miguel Serrano als visionärer Dichter und der frühere chilenische Innenminister Andrés Chadwick als melancholischer Zauberelf.
Die eigentlichen Dreharbeiten zu Los hiperbóreos dauerten zweieinhalb Wochen. Beteiligt waren etwa 30 Personen, mit Antonia Giesen und Francisco Visceral Rivera als reale Schauspieler. Als Kamerafrau fungierte Natalia Medina.
Die Filmmusik steuerte der Experimentalmusiker Valo Sonoro bei.
Die Premiere von Los hiperbóreos erfolgte am 16. Mai 2024 bei den Internationalen Filmfestspielen in Cannes, wo der Film in der Quinzaine des cíneastes gezeigt wurde. Ende Juni, Anfang Juli 2024 wurde Los hiperbóreos beim Filmfest München vorgestellt. Im Juli 2024 wurde er beim Bucheon International Fantastic Film Festival vorgestellt und im August 2024 beim Melbourne International Film Festival. Anfang Oktober 2024 wurde er beim Sitges Film Festival gezeigt und im November 2024 bei Camerimage. Mitte, Ende April 2025 wird er beim San Francisco International Film Festival gezeigt.

## Auszeichnungen
Internationale Filmfestspiele von Cannes 2024
- Nominierung in der Reihe Quinzaine des cinéastes (Cristóbal León und Joaquín Cociña)

Internationales Filmfestival Thessaloniki 2024
- Nominierung im Film Forward Competition[9]

Filmfest München 2024
- Nominierung im Wettbewerb CineRebels

Sitges Film Festival 2024
- Nominierung im Wettbewerb[6]